# Деличето
Деличето (итал. Deliceto) је насеље у Италији у округу Фођа, региону Апулија.
Према процени из 2011. у насељу је живело 3660 становника. Насеље се налази на надморској висини од 600 м.

## Становништво
| 1951. | 1961. | 1971. | 1981. | 1991. | 2001. | 2011. |
| ----- | ----- | ----- | ----- | ----- | ----- | ----- |
| 6.730 | 6.109 | 5.078 | 4.595 | 4.304 | 4.117 | 3.919 |